# Winner (Dacota do Sul)
Winner é uma cidade localizada no estado norte-americano de Dacota do Sul, no Condado de Tripp.

## Demografia
Segundo o censo norte-americano de 2000, a sua população era de 3137 habitantes.
Em 2006, foi estimada uma população de 2919, um decréscimo de 218 (-6.9%).

## Geografia
De acordo com o United States Census Bureau tem uma área de
4,0 km², dos quais 4,0 km² cobertos por terra e 0,0 km² cobertos por água.

## Localidades na vizinhança
O diagrama seguinte representa as localidades num raio de 36 km ao redor de Winner.